# Soriano Calabro

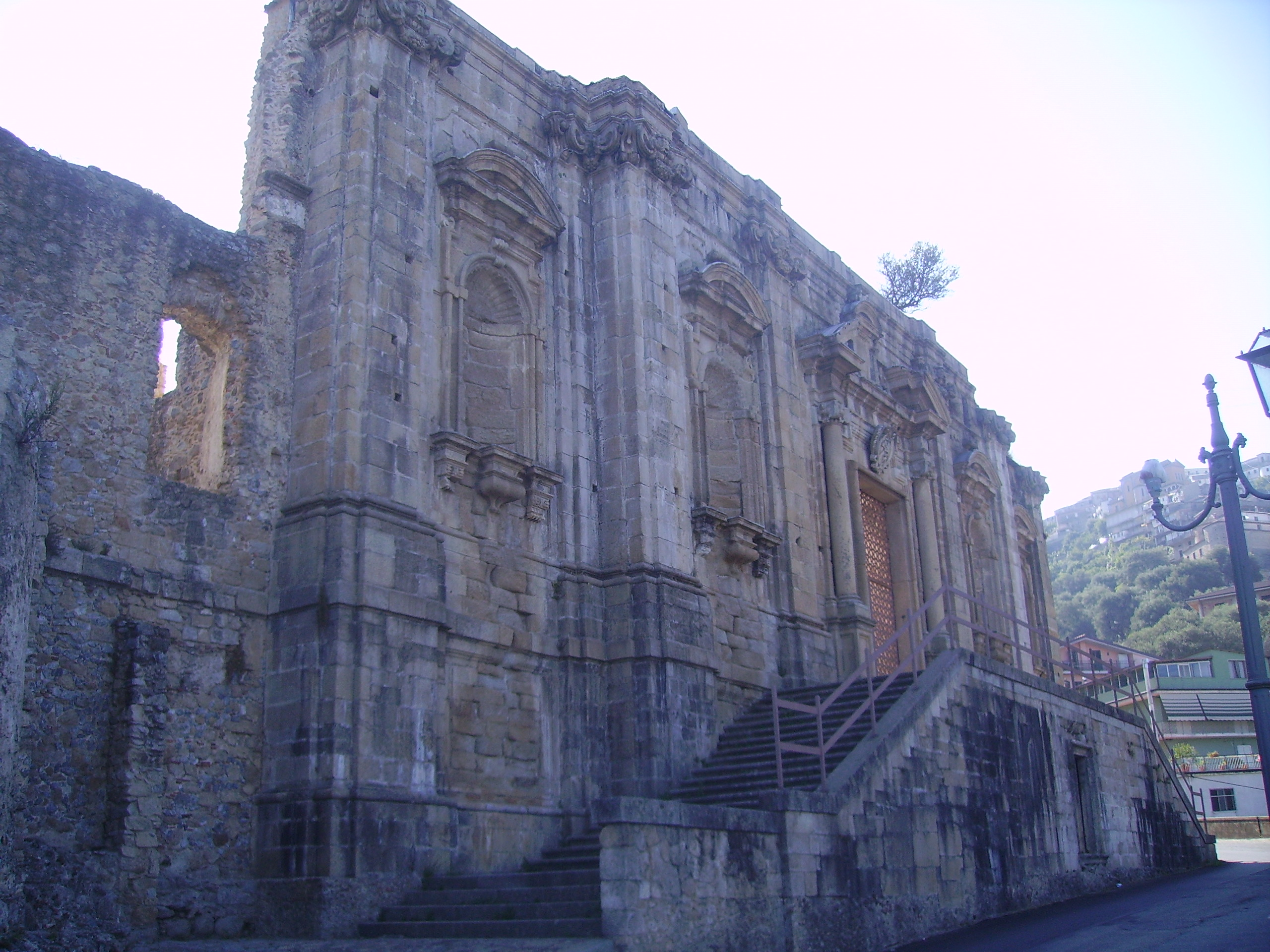
Ruine der Kirche von Soriano Calabro nach dem Erdbeben von Kalabrien 1783

Soriano Calabro ist eine italienische Stadt in der Provinz Vibo Valentia in Kalabrien mit 2299 Einwohnern (Stand 31. Dezember 2023).

## Lage und Daten
Soriano Calabro liegt 20 km südöstlich von Vibo Valentia am Hang der Serre. Die Nachbargemeinden sind Gerocarne, Pizzoni, Sorianello, Stefanaconi. Der Ort ist ein Zentrum für Landwirtschaft und Handel.

## Sehenswürdigkeiten
Sehenswert ist die Ruine der bei einem Erdbeben von Kalabrien 1783 zerstörten Kirche und das Kloster San Domenico. Die Kirche wurde im Barockstil erbaut; der Holzchor stammt aus dem 18. Jahrhundert. Das benachbarte Kloster ist mehrmals rekonstruiert worden.